# Кинк, Хильда Августовна
Кинк Хильда Августовна (8 марта 1918, Таллин, Эстония — 16 августа 2006, Санкт-Петербург, Россия) — советский российский историк-египтолог, кандидат исторических наук, научный сотрудник Института востоковедения АН СССР.

## Биография
Хильда Тереза Августовна Кинк родилась 8 марта 1918 года в Таллине в рабочей семье. В 1926 году семья переехала в Ленинград. В 1937 году поступила на исторический факультет ЛГУ. Специализировалась на истории Древнего Египта. Во время учёбы на III курсе привлекла внимание Ю. Я. Перепелкина докладом «О принципах изображения в древнеегипетском искусстве». Окончила университет в 1941 году.
В 1941—1945 годах оставалась в Ленинграде. Участвовала в оборонительных работах на Лужской линии, работала помощником санитарного врача, транспортным рабочим, преподавала историю в средней школе. Поступила в аспирантуру.
В апреле 1945 года была арестована по обвинению в антисоветской агитации и пропаганде (ст. 58, п. 10, ч. 2), осуждена Военным трибуналом войск НКВД ЛО на 10 лет исправительно-трудовых лагерей, освобождена из лагеря в Красноярском крае в 1954 году «по зачету рабочих дней», реабилитирована в августе 1955 года.
В 1956 году восстановилась в аспирантуре ЛОИИ АН СССР, была переведена в аспирантуру Института востоковедения АН СССР. Под руководством Ю. Я. Перепелкина подготовила и в 1963 году защитила кандидатскую диссертацию на тему «Эпоха перехода от доклассового общества к классовому в Египте». С 1960 по 1976 годы являлась научным сотрудником Института востоковедения АН СССР.

## Научная деятельность
Основная сфера научных интересов — история и археология додинастического Египта и Передней Азии. Этой проблематике была посвящена её кандидатская диссертация, легшая в основу монографии «Египет до фараонов» (1964).
В монографии «Восточное Средиземноморье в древнейшую эпоху» (1970) на археологических материалах прослеживается развитие экономики Средиземноморья, приведшее к выделению ремесла и расширению внутреннего обмена на рубеже IV и III тыс. до н. э., что способствовало возникновению классового общества и государства. Рассматриваются различные отрасли хозяйства, земледелие, скотоводство, охота, и быт населения.
В работе «Художественное ремесло древнейшего Египта и сопредельных стран» (1976) исследуется зарождение и развитие росписи, художественной резьбы и скульптуры древнейших Египта, Ханаана и Нубии и Западной Сахары, изучаются также жизненный уклад и быт населения этих стран и регионов.
В книге «Древнеегипетский храм» (1979) анализируются строительные технологии, технические приспособления, орудия и трудовые приемы древних египтян, благодаря которым были построены монументальные храмы. Рассматриваются технические открытия и строительные «секреты» египтян. Описываются основные храмы Древнего Египта.

## Основные работы

### Монографии
- Древнеегипетский храм. Архивная копия от 20 сентября 2018 на Wayback Machine М., 1979.
- Художественное ремесло древнейшего Египта и сопредельных стран. М.: Наука, 1976.
- Восточное Средиземноморье в древнейшую эпоху. М.: Наука, 1970.
- Как строились египетские пирамиды. М.: Наука, 1967.
- Египет до фараонов. М.: Наука, 1964.

### Статьи
- Слоновая кость в древнейшем Египте // ВДИ. 1962. № 3. С. 134—140.
- О связях Египта с окружающими странами в додинастическое время // Палестинский сборник. Вып. 7. 1962. С. 4-14.
- К проблеме экономических связей между Древним Египтом и Двуречьем // Проблемы социально-экономической истории Древнего мира. М.; Л., 1963. С. 25-46.
- О хозяйстве додинастического Египта // Археология Старого и Нового Света. М., 1966. С. 189—197.
- О древнеегипетских каменных орудиях III—II тысячелетий до н. э. // Древний Египет и Древняя Африка. М., 1967. С. 74-80.
- Об особенностях связей Египта и стран Ханаана с окружающими странами в IV и начале III тысячелетий до н. э. // IV Сессия по Древнему Востоку. 5-10 февраля 1968 г. Тезисы докладов. М., 1968. С. 38-39.
- Режущие кремнёвые орудия древнего Египта // Древний Восток 1. К 75-летию академика М. А. Коростовцева. М., 1975. С. 25-35.
- Кинк Х. А. Из истории египтологии в России // Письменные памятники и проблемы истории культуры народов Востока. XX годичная научная сессия ЛО ИВ АН СССР (доклады и сообщения). 1985. Часть 1. М.: Наука, ГРВЛ, 1986. С. 37-42.

## Награды
- Медаль «За оборону Ленинграда».